# Tom et Jerry jouent Carmen
Pour plus de détails, voir Fiche technique et Distribution.
Tom et Jerry jouent Carmen (Carmen Get It!) est le 127e court métrage d'animation de la série américaine Tom et Jerry réalisé par Gene Deitch et sorti le 21 décembre 1962.